# Oda (distrito)
Oda (小田郡; -gun) é um distrito localizado na Província de Okayama, no Japão.
Em 2003 a população do distrito era estimada em 21 285 e a densidade populacional era de 130,33 habitantes por quilômetro km². A área total é de 163,32 km².

## Cidades e vilas
- Bisei
- Yakage